# Akiyoshi Ōhashi
Akiyoshi Ōhashi (japanisch 大橋 昭好 Ōhashi Akiyoshi; * 11. Dezember 1962 in der Präfektur Shizuoka) ist ein ehemaliger japanischer Fußballspieler.

## Karriere
Ōhashi erlernte das Fußballspielen in der Schulmannschaft der Fujieda Higashi High School. Seinen ersten Vertrag unterschrieb er im 1981 beim Erstligisten Yamaha Motors. Ende 1981 stieg der Verein ab, aber gleich darauf wieder auf. 1982 gewann er mit dem Verein den Kaiserpokal. Mit dem Verein wurde er 1987/88 japanischer Meister. 1990 wechselte er zu Toyota Motors (Nagoya Grampus Eight). Für Toyota bestritt er 41 Erstligaspiele. 1993 wechselte er zum Zweitligisten Kashiwa Reysol. 1995 wechselte er zu Honda Motors. Ende 1997 beendete er seine Karriere als Fußballspieler.

## Erfolge
Yamaha Motors
- Japanischer Meister: 1987/88
- Japanischer Pokalsieger: 1982